# Revista Pokémon
La Revista Pokémon era un suplemento adjunto a la revista mensual Revista Oficial Nintendo (antes llamada Nintendo Acción) desde la revolución Pokémon. Era publicada por Axel Springer y dirigida por Juan Carlos García Díaz. Superó ya las 100 publicaciones y gozaba de cierta fama entre los nintenderos.

## Secciones
La revista constaba de varias secciones, sin embargo, no aparecían todas las secciones cada mes necesariamente.
- Índice: una sola página dedicada a comentar todas las secciones incluidas en el número. Ocasionalmente, por motivos de espacio, estaba situada en la página de la portada, por detrás.
- Pokémanía: se informaba acerca de las novedades Pokémon, tanto a nivel de España como a nivel mundial.
- Guías: en esta sección se explicaba con todo detalle los pasos a seguir para completar los juegos Pokémon más actuales. Incluían información de las localizaciones de los Pokémon, entrenadores, incluso algunos pequeños trucos.
- Pósters: aparecía siempre en el centro de la revista. Eran dos pósteres normalmente, uno por cada página doble (ocasionalmente se podían incluir más). Suelen estar relacionados con los últimos juegos Pokémon que han salido a la venta.
- Zona Pokémon: zona dedicada a publicar los dibujos enviados por los fanes (que podrían denominarse fan-arts), y a poner pasatiempos, como sudokus o sopas de letras, entre otros.
- Consultorio: los lectores enviaban sus dudas vía correo electrónico para que sean respondidos. Entre otros, se podían incluir capturas de futuros juegos para responder a los fanes, o tablas de movimientos.
- Reviews: en algunas ocasiones, la revista tenía un añadido: una crítica al estilo de Revista Oficial Nintendo, utilizando las tablas que usa la revista principal para hablar de los videojuegos de Pokémon.